# Gelis obscuripes
Gelis obscuripes là một loài tò vò trong họ Ichneumonidae.